# Arctic Thunder (jeu vidéo)
Pour les articles homonymes, voir Arctic Thunder.
Arctic Thunder est un jeu de course de motoneige développé par Midway Games et sorti en tant que jeu d'arcade ainsi que sur Sony PlayStation 2 et les consoles Xbox, étant un titre de lancement pour ce dernier. Il fait partie de la série Midway Thunder, qui comprenait également Hydro Thunder, 4 Wheel Thunder, Offroad Thunder et Hydro Thunder Hurricane. 
La version Xbox de ce jeu n'est pas compatible avec la Xbox 360. Dans la version jeu d'arcade, les jets soufflent des vents froids ou chauds, selon le réglage, dans le visage du joueur pendant qu'il joue.

## Système de jeu
Arctic Thunder est un jeu de courses de motoneiges. Le joueur doit récolter des bonus, missiles et autres armes sur des pistes aux environnements et architectures variés, pour battre vos adversaires. Ce titre est aussi doté d'un mode arène où 12 courses sont à remporter avec le choix entre une quinzaine de pilotes.

## Accueil
- AllGame : 1/5 (PS2)[1] - 2,5/5 (XB)[2]